# Dionysios IV de Constantinople
Dionysios IV de Constantinople (en grec : Διονύσιος Δ΄ Μουσελίμης) a été patriarche de Constantinople à cinq reprises :
1. d'octobre 1671 au 25 juillet 1673 (en fait) ou au 8 novembre de la même année (en droit) ;
2. du 29 juillet 1676 au 29 juillet 1679 ;
3. du 30 juillet 1682 au 10 mars 1684 ;
4. de fin mars 1686 au 17 octobre 1687 ;
5. d'août 1693 à avril 1694.